# أبو علي البلعمي

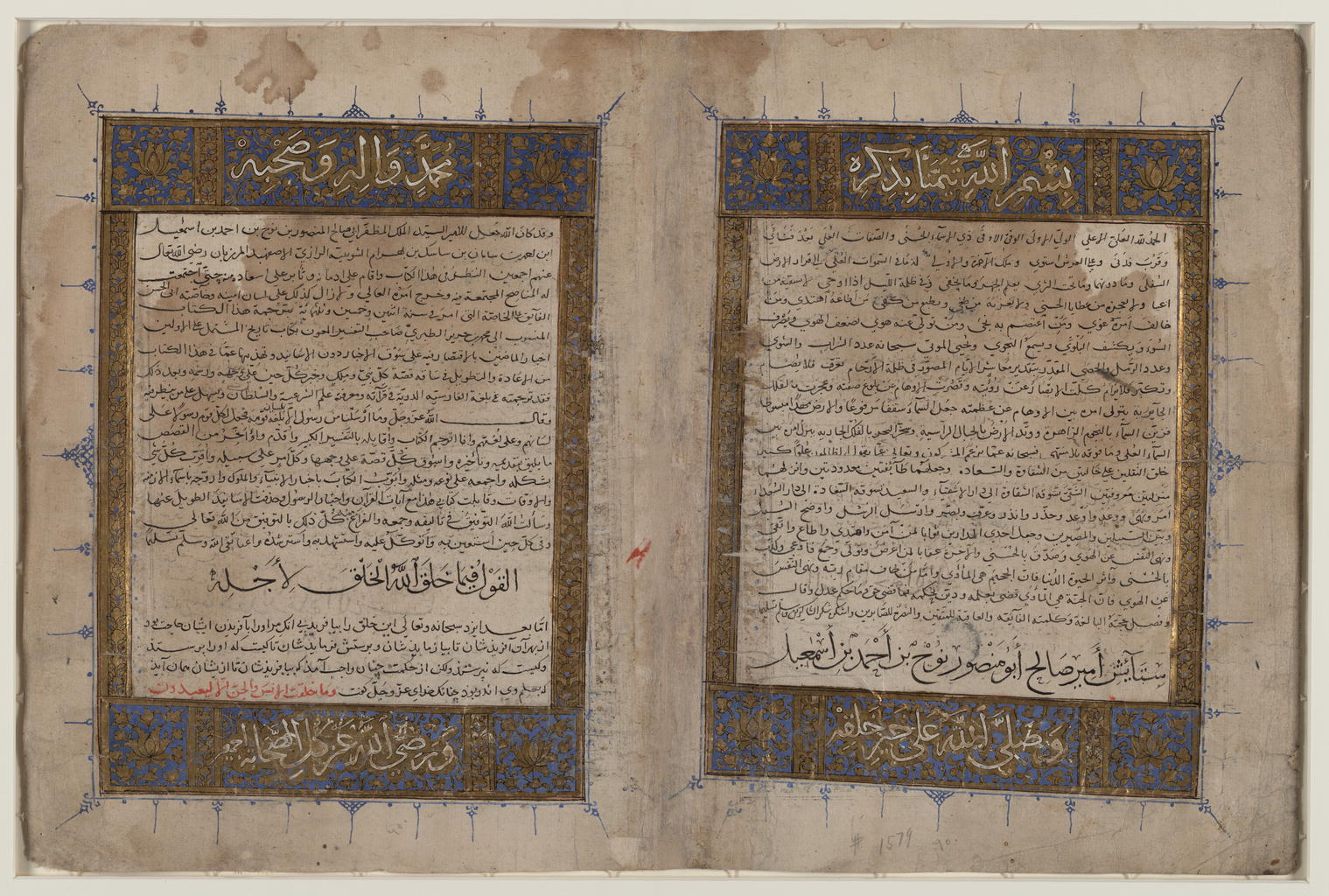
مخطوطة لترجمة البلعمي لتاريخ الطبري.

أبو علي البلعمي هو مؤرخ ومن وزراء الدولة السامانية، من أهل القرن الرابع الهجري.
والده هو الوزير أبي الفضل محمد البلعمي الذي كان وزيراً لإسماعيل الساماني. كان أبو علي البلعمي وزيرا لعبد الملك بن نوح الساماني ومنصور بن نوح. توفي سنة 363 هـ / 975 م، وقيل 996 م.

## آثاره
أهم آثاره: ترجمة «تاريخ الطبري» إلى الفارسية. إلا أن البلعمي اختصر كثيرا وأكمل من مصادر أخرى - خاصة في الكلام عن العهود الأولى. وقد أنجز البلعمي هذا العمل عام 352 هـ / 963 م أي بعد اثنين وأربعين عاماً على وفاة الطبري.
ثم جاء المستشرق زوتنبرغ وترجم عمل البلعمي إلى الفرنسية، وبدأ بنشره في باريس في عام 1284 هـ / 1867 م، قبل أن تنشر النسخة العربية من كتاب الطبري في ليدن عام 1291 هـ / 1874 م. وقيل أن ترجمة البلعمي تُرجمت أيضا إلى التركية والعربية. ويقول بروكلمان أن البلعمي بهذه الترجمة «[وضع] حجر الأساس في علم التاريخ عند الفرس، هذا العلم الذي قدر له بعدُ ان ينتهي إلى غايات بعيدة من النمو والازدهار.»